# Temperierter Gletscher
Als temperierte Gletscher oder warme Gletscher werden Gletscher bezeichnet, deren Eistemperatur sich überall am Druckschmelzpunkt befindet, mit Ausnahme der  durchschnittlich etwa 15 Meter starken oberflächennahen Schichten, die saisonalen Schwankungen unterworfen sind. Das Gegenstück sind kalte Gletscher, bei denen die Eistemperaturen unter dem Druckschmelzpunkt liegen. Flüssiges Wasser kann am Druckschmelzpunkt befindliches Eis – im Gegensatz zu kälterem Eis – leicht durchdringen und den Gletschergrund erreichen. Das führt bei temperierten Gletschern zu einem ganzjährigen Schmelzwasserabfluss und zu basalem Gleiten, da das Wasser als eine Art „Schmiermittel“ fungiert, und so die Reibung an der Kontaktfläche herabsetzt. Kalte Gletscher fließen deshalb im Durchschnitt nur etwa halb so schnell, da sie sich nur durch die plastische Verformung des Eises bewegen können. Temperierte Gletscher gibt es von den Tropen bis in die subpolare Zone, abhängig vom Höhenbereich. Gletscher, die sowohl Bereiche mit temperiertem als auch kaltem Eis aufweisen, werden als polythermal bezeichnet. Fast alle Alpengletscher sind temperierte Gletscher.

## Geschichte
Der Begriff „temperierter Gletscher“ diente ursprünglich einer geografischen Klassifikation und grenzte die Gletscher der temperierten Klimazone von denen anderer Klimazonen ab, beispielsweise den polaren Gletschern. In den 1930er-Jahren brachten Max Otto Lagally und Hans Wilhelmsson Ahlmann unabhängig voneinander die Idee eines neuen Klassifizierungssystems auf, das die Eistemperatur und den Druckschmelzpunkt als maßgebliches Kriterium verwendet.